# Дайч Самуїл Аронович
Дайч Самуїл Аронович (1 березня 1928, Київ — 6 червня 1988, Львів) — український органіст, піаніст і музичний педагог.
Народився в сім'ї службовців. Почав навчатися музики в 1936 році в київській музичній школі ім. М. В. Лисенка по класу фортепіано Б. Милича. У червні 1941 року сім'я евакуювалася до Пермі. Сюди були евакуйовані деякі вищі і середні музичні навчальні заклади з Москви, Ленінграда і Києва, місто стало одним з центрів музичної культури. У Пермі С. Дайч навчався в загальноосвітній школі та музичному училищі по класу фортепіано: він потрапив у клас професора Ленінградської консерваторії, відомого органіста та піаніста Ісая Браудо. Це визначило подальшу долю С. Дайча як органіста.
У червні 1944 року разом з родиною С. Дайч повернувся до Києва і продовжив навчання в Київській консерваторії по класу фортепіано у Абрама Луфера. Але бажання стати органістом перемогло, і в 1947 році він перевівся до Ленінградської консерваторії в клас фортепіано і органу професора І. Браудо. У 1951 році, закінчивши консерваторію по класу фортепіано, за розподілом він приїхав до Львова, де працював солістом-піаністом і концертмейстером Львівської філармонії, а пізніше — педагогом по класу фортепіано в спеціальній музичній школі і продовжував навчатися в аспірантурі по класу органа при Ленінградській консерваторії, яку закінчив в 1955 році. З 1961 року працював старшим викладачем Львівської консерваторії ім. М. В. Лисенка.
Виконавська діяльність Дайча як органіста почалася в 1962 році. Органні концерти Дайча регулярно проходили в багатьох містах СРСР, в тому числі в Домському соборі (Рига), концертному залі ім. Д.Шостаковича Ленінградської філармонії. Основою репертуару Дайча були твори І. С. Баха і композиторів добахівської пори. Значне місце в репертуарі займали також композиції радянських, зокрема українських авторів: М. Колесси, В. Губи, Л. Дичко, Г. О. Мушеля, Б. Тищенко та інших. Гру С. Дайча відрізняли високий професіоналізм, повага до авторського задуму, масштабність прочитання, віртуозність, точна пальцева атака, активне використання педалі, рельєфність музичного фразування.